# 2021 în științifico-fantastic
- 2020 în științifico-fantastic — 2021 în științifico-fantastic — 2022 în științifico-fantastic

2021 în științifico-fantastic a implicat o serie de evenimente notabile:

## Cărți

### Romane
- Star Wars: Ronin: A Visions Novel de Emma Mieko Candon; romanul este un spin-off al seriei de antologie din 2021 Star Wars: Visions

## Filme
| Titlu             | Regizor          | Distribuție                                            | Țara                       | Sub-Gen /Note     |
| ----------------- | ---------------- | ------------------------------------------------------ | -------------------------- | ----------------- |
| Godzilla vs. Kong | Adam Wingard     | Kyle Chandler, Zhang Ziyi, Millie Bobby Brown          | Statele Unite ale Americii | 24 martie 2021    |
| Voyagers          | Neil Burger      | Colin Farrell, Tye Sheridan, Lily-Rose Depp            | Statele Unite ale Americii | 9 aprilie 2021    |
| Dune              | Denis Villeneuve | Timothée Chalamet, Rebecca Ferguson, Stellan Skarsgård | Statele Unite ale Americii | 21 octombrie 2021 |
| Bios              | Miguel Sapochnik | Tom Hanks, Caleb Landry Jones                          | Statele Unite ale Americii | 5 noiembrie 2021  |

## Seriale TV
- Debris

## Premii

### Premiul Hugo
Premiile Hugo decernate la Worldcon pentru cele mai bune lucrări apărute în anul precedent:
- Premiul Hugo pentru cel mai bun roman:
- Premiul Hugo pentru cea mai bună povestire:
- Premiul Hugo pentru cea mai bună prezentare dramatică:
- Premiul Hugo pentru cea mai bună revistă profesionistă:
- Premiul Hugo pentru cel mai bun fanzin:

### Premiul Nebula
Premiile Nebula acordate de Science Fiction and Fantasy Writers of America pentru cele mai bune lucrări apărute în anul precedent:
- Premiul Nebula pentru cel mai bun roman:
- Premiul Nebula pentru cea mai bună nuvelă:
- Premiul Nebula pentru cea mai bună povestire: